# Golden Bell Awards
O Golden Bell Awards (em chinês :金鐘獎; pinyin: Jīnzhōngjiǎng) é um prêmio apresentado anualmente pelo Departamento de Desenvolvimento da Indústria Musical Audiovisual do Ministério da Cultura de Taiwan. Fundado em 1965, o prêmio é o equivalente ao Emmy Awards taiwanês. É também considerado um dos três principais prêmios de entretenimento, junto com o Golden Melody Awards para música e o Golden Horse Film Festival and Awards para filmes.

## Categorias
- Melhor Série de Televisão
- Melhor Minissérie
- Melhor Filme para Televisão
- Melhor Direção de Série de Televisão
- Melhor Roteiro para uma Série de Televisão
- Melhor Ator Principal em Série de Televisão
- Melhor Atriz Principal em Série de Televisão
- Melhor Ator Coadjuvante em Série de Televisão
- Melhor Atriz Coadjuvante em Série de Televisão
- Melhor Revelação em Série de Televisão
- Melhor Direção de Minissérie ou Filme para Televisão
- Melhor Roteiro para Minissérie ou Filme para Televisão
- Melhor Ator Principal em Minissérie ou Filme para Televisão
- Melhor Atriz Principal em Minissérie ou Filme para Televisão
- Melhor Ator Coadjuvante em Minissérie ou Filme para Televisão
- Melhor Atriz Coadjuvante em Minissérie ou Filme para Televisão
- Melhor Revelação em Minissérie ou Filme para Televisão